# Cerco ancora te
Cerco ancora te è una canzone di Umberto Tozzi pubblicata nel 2009 nell'album Non solo live dal quale è stata estratta come secondo singolo radiofonico il 30 marzo 2009.

## Il singolo
Il singolo distribuito da Universal Music è stato composto nella parte musicale da Emilio Munda e Matteo Gaggioli, mentre nel testo dall'interprete stesso. È stato distribuito inoltre un CD promo per le radio, dalle quali la canzone è stata trasmessa a partire dal 30 marzo 2009. La canzone è stata presentata in anteprima su Video Italia.